# Кітц Мартин Омелянович
Мартин Кітц (пол. Marcin Kitz; нар. лютий 1891, Львів — пом. 1943, Львів) — польський  живописець і графік.

## Біографія
Народився у лютому 1891 року у місті Львові (тепер Україна). Навчався у Львові у майстернях Станіслава Рейхана і Станіслава Батовського-Качора; до 1914 року — у Львівській політехніці, у 1919–1920 роках — у Краківській академії мистецтв (викладачі Юзеф Мегоффер, Ігнацій Пеньковський), у Краківській вільній школі живопису та рисунка у Людвіги Мегоффер, у Берліні у Макса Лібермана, у Мюнхені та Відні. Відвідав Італію, Францію, Іспанію, Нідерланди. З 1923 року працював у Львові. У 1939—1941 роках брав участь у створенні і діяльності Льівської організації Спілки художників України. У 1939—1940 роках жив у Москві.
В роки німецько-радянської війни, в окупованому Львові переховував у себе групу євреїв. Був заарештований. Загинув у Янівському концтаборі у 1943 році.

## Творчість
Працював у стилі імпресіонізму, створював олійні, пастельні та акварельні пейзажі (переважно Львова), побутові сцени, натюрморти, портрети, займався естампною графікою. Серед робіт:
- «Корови на пасовиську» (1920);
- «Хлопчик над ставком» (1922);
- «Площа Ринок» (1923);
- «Гетьманські вали» (1923);
- «Вулиця Легіонів» (1923);
- «Зупинка фіакрів» (1923);
- «Повний місяць» (1923);
- «Натюрморт із дзбанком» (1924);
- «Інтер'єр старого дому» (1925);
- «Паровози» (1925);
- «Автопортрет» (1926);
- «Пляшки» (1927);
- «Подвір'я» (1927);
- «Містечко» (1928);
- «Синагога» (1930);
- «Зимовий мотив із саньми та конем» (1931);
- «Цикламен» (1931);
- «Площа Ринок узимку» (1931);
- «Натюрморт з яблуками» (1931);
- «Гуцульський кінь» (1931);
- «Інтер'єр гуцульської хати» (1931);
- «Ринок у Львові» (1932);
- «Старий чоловік із кіньми» (1933);
- «Троянди у вазі» (1934);
- «Персенківка» (1936);
- «Базар квітів» (1936);
- «Базар на площі Ринок у Львові» (1937);
- «Апельсини» (1937);
- «Вересень» (1938);
- «Щупаки і карпи» (1938);
- «Оранка» (1938);
- «Дроги під дощем» (1938);
- «Клени у парку „Залізна вода“» (1940);
- «Краєвид із костелом» (1941).

Брав участь у мистецьких виставках з 1920-х років. Персональні виставки відбулися у Львові (1923—1925, 1927, 1929, 1931, 1933, 1937), Кракові (1934, 1937), Варшаві (1935, 1938), Одесі (1940), Харкові (1940).
Деякі твори художника зберігаються у Львівській галереї мистецтв.